# Osniahy
Osniahy (ukr. Осняги) – wieś na Ukrainie, w obwodzie połtawskim, w rejonie myrhorodzkim, w hromadzie Hadziacz. W 2001 liczyła 304 mieszkańców, spośród których 294 wskazało jako ojczysty język ukraiński, 7 rosyjski, 2 mołdawski, a 1 inny.